# Black Rose (album)
Black Rose – album studyjny rockowego zespołu Black Rose, którego główną wokalistką była Cher. Krążek został wydany nakładem wytwórni Casablanca Records 21 sierpnia 1980 roku. 

## Tło wydania
W 1980 roku Cher założyła zespół rockowy Black Rose ze swoim ówczesnym partnerem, gitarzystą Lesem Dudekiem. Chociaż Cher była główną wokalistką, nie zdołała się wybić spośród członków zespołu. Na potrzeby powszechnej rozpoznawalności rozwinęła swoją sceniczną osobowość, skracając długie czarne włosy i farbując jej na żółty oraz różowy kolor. Pomimo promocyjnych występów w telewizji zespół nie przyciągnął na koncertach zbyt wielu ludzi. Ich album Black Rose otrzymał nieprzychylne recenzje ze strony krytyków muzycznych. Cher powiedziała dla Rolling Stone: „Krytycy zaatakowali nie zespół, lecz tylko mnie, zwracając się do mnie: Jak śmiesz śpiewać rock&rolla?”.

## Lista utworów
| Pierwsza strona | Pierwsza strona           | Pierwsza strona                                                | Pierwsza strona |
| Nr              | Tytuł utworu              | Autorzy                                                        | Długość         |
| --------------- | ------------------------- | -------------------------------------------------------------- | --------------- |
| 1.              | „Never Should've Started” | David Foster, David Paich, James Newton Howard, Valerie Carter | 4:14            |
| 2.              | „Julie”                   | Bernie Taupin, Mike Chapman                                    | 3:21            |
| 3.              | „Take It From the Boys”   | Carole Bayer Sager, Bruce Roberts                              | 4:59            |
| 4.              | „We All Fly Home”         | Johnny Vastano, Vince Poncia                                   | 3:56            |
| 5.              | „88 Degrees”              | Phil Brown                                                     | 5:57            |
| 6.              | „You Know It”             | Les Dudek                                                      | 3:20            |
| 7.              | „Young and Pretty”        | Allee Willis, Richard "T Bear" Gerstein                        | 4:03            |
| 8.              | „Fast Company”            | Fred Mollin, Larry Mollin                                      | 3:47            |
|                 |                           |                                                                | 33:37           |

## Personel
- Cher - główny wokal
- Les Dudek - wokal, gitara
- Max Gronenthal, Warren Ham, John Townsend - chórki
- Gary Ferguson - bębny
- Trey Thompson - gitara basowa
- Ron "Rocket" Ritchotte  - gitara
- Mike Finnigan, David Paich, Michael Boddicker, Steve Porcaro  - keyboard